# Jean-Louis Cazemajou
Jean-Louis Cazemajou, né le 26 avril 1955, est un ancien joueur de basket-ball reconverti en entrepreneur dans le domaine du sport.

## Biographie

### Joueur
Champion de France de Basket FFBB et double champion de France de pétanque et Jeu Provençal FFPJP

### Reconversion
En parallèle de sa carrière de basketteur au sein de l'ASVEL, la même équipe que son frère, Jean-Louis Cazemajou suit des études de droit. Deug en poche, il passe alors quelques années dans le domaine bancaire (Banque Populaire de 1976 à 1988) avant de revenir dans les métiers du sport. Il passe alors directeur commercial chez JB Obut de 1989 à 1990. Puis c'est le retour à l'ASVEL Basket et dans le groupe GMO-OCCADE de Gilles Moretton de 1991 à 2002. À cette date, il est débauché par le Lyon olympique universitaire rugby alors en Pro D2, de 2002 à 2004. Son poste est alors celui de directeur du développement des partenaires Il retrouve le poste de directeur commercial, en passant chez le club de rugby voisin du Top 14CS Bourgoin-Jallieu pour la saison 2004.
Il a ensuite pris la direction de la boule intégrale, fabricant lyonnais de boules pour les jeux de pétanque et de boules lyonnaises, les échos du 16 mai 2005. Il démissionne en 2006 pour prendre une activité de consultant en développement commercial puis créer sa propre société d'apporteurs d'affaires en 2008 JLC FAIRE Sarl. Il a été également associé dans une société lyonnaise d'organisation d'événements sportifs et privés Esprit d'Action qu'il a quitté fin 2014 pour reprendre son indépendance www.evenementieljlcfaire.fr 
Créateur d'une animation pétanque "clef en main" pour les entreprises qui veulent animer leur réseau commercial www.petanquejlcfaire.com

## Carrière sportive
basket-ball
- Centre de formation jeunes Asvel Basket cadets-juniors 1970 à 1974
- Équipe fanion Asvel Basket 1974 et 1975 1re division. Champion de France 75 avec Alain Gilles
- Équipe pro Sanary sur Mer 2e division 1976 et 1977
- Joueur et entraineur clubs départementaux région lyonnaise Champagne, Feyzin, La Mulatière et Bon Pasteur Lyon 1978 à 1989.
- Entraineur Vienne Basket vice-champion de France et montée en Pro B 1988.

Jeux de boules
- 12 fois champion du Rhône de pétanque ou de jeu provençal
- 1 fois champion de France FFPJP de jeu provençal 2000 avec Henri BESACIER et Wilfrid CHAPELAND
- 1 fois champion de France FFPJP de pétanque 2023 avec Guy VINSON et Christian FAZZINO
- Seuls 19 joueurs dont il fait partie ont été champions de France en pétanque ET en Jeu Provençal depuis 1947 !
- Vainqueurs de plus de 40 compétitions nationales
- Coach vainqueurs Trophée des Villes 2022, Coupe de France et Coupe d'Europe des clubs 2023 (Bron 69)

## Palmarès
- Champion de France Basket Pro A  Asvel Villeurbanne 1975

Champion de France pétanque jeu provençal 2000
Champion de France de pétanque 2023
Coach pétanque vainqueurs Trophée des Villes 2022, Coupe de France des Clubs 2023, Coupe d'Europe des Clubs 2023

## Sources et références
1. ↑  Présentation de boule intégrale